# Энермурадов, Овезмурад Исламович
Овезмурад Исламович Энермурадов (туркм. Öwezmyrat Enermyradow, 1981, Ашхабад, Туркменская ССР, СССР) — туркменский государственный деятель.
В 2005 году окончил Туркменский сельскохозяйственный университет. По специальности — агроном.

## Карьера
2006—2007 — инженер-строитель Ашхабадской землеустроительной поисковой экспедиции.
2007—2012 — ответственный работник Молодёжной организации им. Махтумкули генгешлика Рухабатского этрапа Ахалского велаята, заместитель председателя Центрального совета Молодёжной организации Туркменистана им. Махтумкули.
2012—2016 — председатель Центрального совета Молодёжной организации Туркменистана им. Махтумкули.
2012 — ведущий специалист отдела науки и технологий Кабинета министров Туркменистана.
2013—2018 — депутат Меджлиса Туркменистана IV и V созывов.
2016 — начальник управления внешнеэкономических связей и маркетинга Министерства сельского и водного хозяйства Туркменистана.
2016—2018 — председатель Центрального совета Аграрной партии Туркменистана.
С 26.01.2018 — министр сельского и водного хозяйства Туркменистана. До назначения министром занимал должность заведующего отделом сельскохозяйственных отраслей Кабинета министров Туркменистана.

## Награды и звания
- Медаль «Махтумкули Фраги» (2014)[9]
- Медаль «20 лет Независимости Туркменистана»
- юбилейный медаль «Garaşsyz, Baky Bitarap Türkmenistan»
- юбилейный медаль «Türkmenistanyň Garaşsyzlygynyň 25 ýyllygyna».